# Retroactive
Retroactive – czwarty solowy album amerykańskiego rapera Grand Puby członka Brand Nubian wydany 6 września 2009 roku, nakładem wytwórni Babygrande Records.

## Lista utworów
Opracowano na podstawie źródła.
| #  | Tytuł                                                                 | Producent                       | Czas |
| -- | --------------------------------------------------------------------- | ------------------------------- | ---- |
| 1  | "I See Dead People" (gośc. Lord Jamar, Rell)                          | PHD                             | 4:26 |
| 2  | "Hunny"                                                               | Grant Parks                     | 4:04 |
| 3  | "It Is What It Is" (gośc. Tiffani Davis)                              | PHD                             | 5:03 |
| 4  | "How Long?"                                                           | Elements                        | 3:22 |
| 5  | "Good To Go" (gośc. Q-Tip)                                            | Q-Tip                           | 3:53 |
| 6  | "Same Old Drama" (gośc. Large Professor)                              | Large Professor                 | 1:29 |
| 7  | "Get That Money"                                                      | PHD                             | 3:29 |
| 8  | "This Joint Right Here" (gośc. Kid Capri)                             | Grand Puba                      | 3:17 |
| 9  | "Go Hard" (gośc. Talee)                                               | Grand Puba                      | 3:35 |
| 10 | "Reality Check" (gośc. Sarah Martinez)                                | PHD                             | 3:09 |
| 11 | "Cold Cold World" (gośc. Khadija Mohamed)                             | Grand Puba                      | 3:31 |
| 12 | "Smile"                                                               | Big Throwback (gośc. Big Phill) | 1:55 |
| 13 | "The Joint Right Here (Remix)" (gośc. Kid Capri, Lord Jamar, Sadat X) | Grand Puba                      | 3:23 |

## Notowania
Opracowano na podstawie źródła.
| Rok  | Album       | Notowanie |
| Rok  | Album       | USA R&B   |
| ---- | ----------- | --------- |
| 2009 | Retroactive | 97        |